# Аспара (Шуский район)
Аспара (каз. Аспара) — станция в Шуском районе Жамбылской области Казахстана. Входит в состав Тасоткелского сельского округа. Код КАТО — 316651200.

## Население
В 1999 году население станции составляло 156 человек (80 мужчин и 76 женщин). По данным переписи 2009 года, в населённом пункте проживал 251 человек (134 мужчины и 117 женщин).